# Сражение при Атой-Крик
Сражение при Атой-Крик (англ. Battle of Utoy Creek) — одно из сражений Атлантской кампании американской гражданской войны, которое произошло в начале августа 1864 года западнее Атланты. Генерал Шерман рассчитывал отрезать Атланту от снабжения, захватив железную дорогу около Ист-Пойнта и использовал для этой цели корпус генерала Скофилда. Однако эта операция, задуманная как решительная короткая атака, превратилась, по словам историка Альберта Кэстела в один из самых запутанных и абсурдных эпизодов Гражданской войны.
Разногласия в ходе этого сражения привели к отставке генерал-майора Джона Палмера с поста командира XIV корпуса.

## Предыстория
В конце июля 1864 года армия генерала Шермана стояла к северу и востоку от Атланты, перерезая две железных дороги, но оставалась третья, которая шла от Атланты на Ист-Пойнт. После сражения при Атланте 22 июля Шерман решил перевести всю Теннессийскую армию генерала Оливера Ховарда на правый фланг, к западу от Атланты, откуда он мог бы выйти к железной дороге севернее Ист-Пойнта. Этот манёвр привёл к столкновению корпуса Ховарда с противником и сражению при Эзра-Чёрч, после которого Ховард прекратил наступление к железной дороге.
Шерман решил, что Ховард не готов к решительному наступлению и приказал генералу Скофилду покинуть позиции к востоку от Атланты и отправить свой XXIII корпус на правый фланг армии, чтобы встать правее Ховарда и с этой позиции начать наступление на Вест-Пойнт. 1 августа корпус Скофилда начал марш, а днём 2 августа прошёл мимо позиций Ховарда, перешёл Ликскиллет-Роуд и вышел к северному рукаву ручья Атой-Крик. 3 августа Скофилд был готов продолжать наступление, но Шерман неожиданно поменял планы. Ранее он собирался усилить Скофилда двумя дивизиями корпуса Палмера, но теперь решил передать нему весь корпус. Это давало в руки Скофилда 30 000 человек, и он мог не опасаться любых контрударов генерала Худа. Ранним утром 4  августа Шерман составил приказы на этот день. Он велел Скофилду и Палмеру двигаться к железной дороге на участке между Атлантой и Вест-Пойнтом и не останавливаться, пока дорога не будет захвачена. Остальные корпуса армии должны быть готовы отбивать атаки противника со стороны Атланты, а Скофилд должен был наступать быстро и решительно, чтобы противник не успел построить укрепления на его пути.

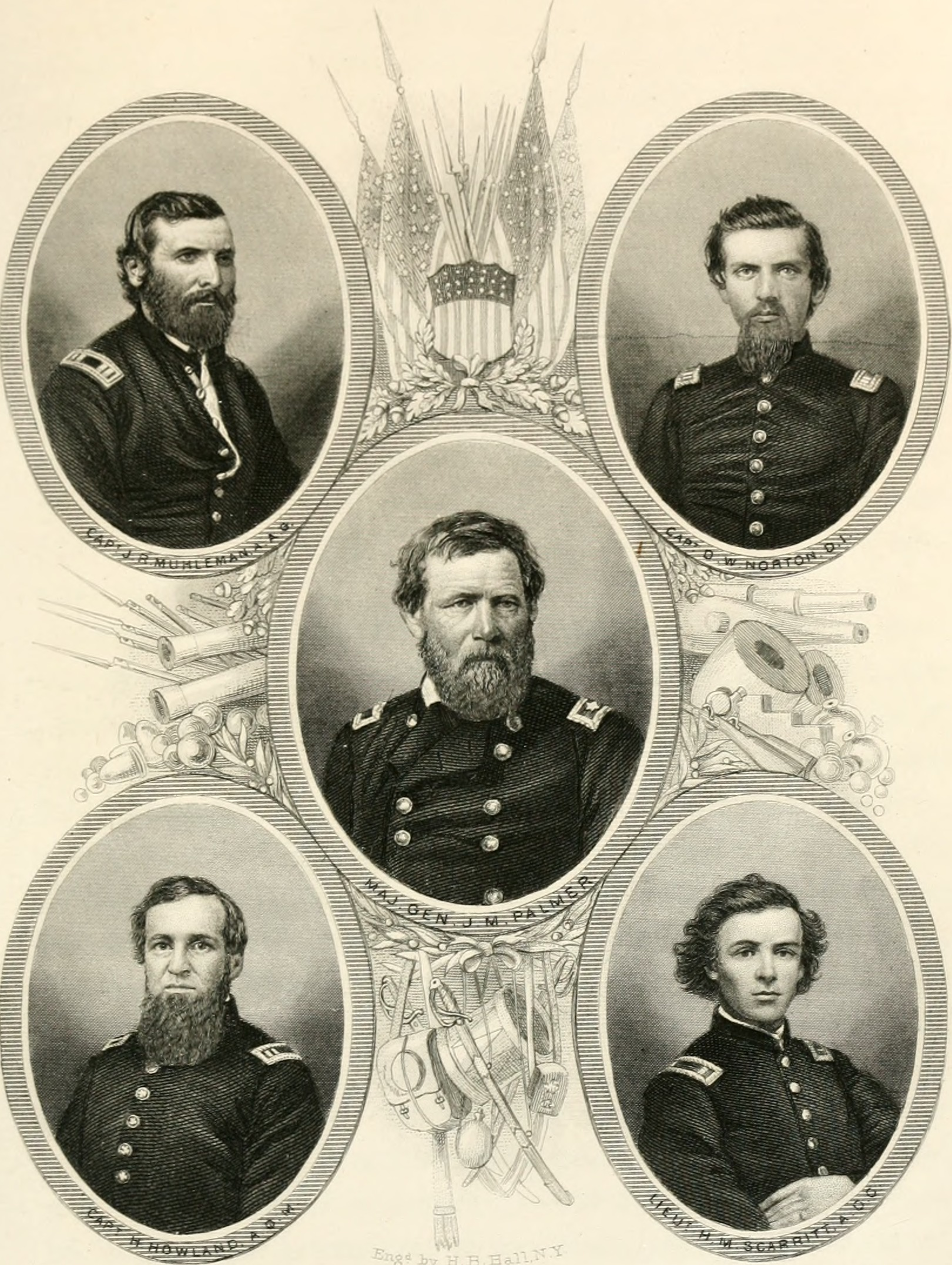
Генерал Палмер и офицеры его штаба.

Действуя в соответствии с приказами, Скофилд приказал Палмеру двинуть вперёд корпус Бэрда. Но Палмер отказался; он спросил у генерала Томаса, своего прямого начальника, действительно ли его корпус отдан в подчинение Скофилда. Томас ответил, что Палмер должен взаимодействовать (cooperate) со Скофилдом, но не подчиняться ему. Тогда Палмер сообщил Скофилду, что он выполнит все приказы, но их надо отправлять через Томаса. Скофилд доложил о ситуации Шерману. Тот сказал Палмеру, что на время операции по захвату дороги он должен подчиняться Скофилду и выполнять все его приказы. Это было неприемлемо для Палмера, так как Скофилд уступал ему и по званию и по боевому опыту. «Я старше Скофилда по званию, — сообщил он Шерману, — мы можем взаимодействовать, но со всем уважением я отказываюсь отчитываться ему или получать от него приказы». Шерману пришлось идти лично разговаривать с ним. В результате только в 16:00, с опозданием на час, корпус Блэра начал движение, но вперёд пошла только одна бригада, которая попала под артиллерийский обстрел и вернулась туда, откуда вышла. Этим и завершилось запланированное наступление 4 августа.
Вечером Шерман сообщил Скофилду и Палмеру, что наступление надо возобновить утром, а в 22:45 написал Палмеру, что Скофилда можно считать старшим по званию, и его приказы выполнять как приказы, а не в формате «взаимодействия». Он написал, что дорогу надо захватить хоть бы ценой потери половины его корпуса. Такое положение дел показалось Палмеру недопустимым. Около полуночи он написал Шерману, что не может смириться с утверждением, что Скофилд выше его по званию, поэтому просил прислать офицера, которому он передаст командование XIV корпусом. В другое время Шерман принял бы эту отставку, поскольку не считал Палмера подходящим к командованию корпусом, но у Палмера были хорошие связи в Вашингтоне, он был близким другом президента Линкольна, а в случае его отставки командование принял бы бригадный генерал Ричард Джонсон, который совсем не устраивал Шермана в данный момент. В результате рано утром Шерман отказался увольнять Палмера, и просил подождать несколько дней. В 07:00 Палмер явился в штаб Скофилда, и сказал, что все приказы его дивизиям надо отправлять напрямую их командирам.

## Сражение
В то утро Скофилд уже отдал Бэрду приказ на выдвижение, но тот не стал его выполнять. Теперь Скофилд повторил приказ, и около 9 утра Бэрд пошёл вперёд по Сэндтаунской дороге, но попал под артиллерийский обстрел и остановился, предполагая, что перед ним сильная линия укреплений. Дивизия Дэвиса встала справа, но так же не начала наступать. Тогда Скофилд приказал дивизии Ричарда Джонсона выйти на правый фланг и попытаться атаковать противника с фланга, но Джонсон только провёл рекогносцировку, после чего решил, что наступать уже поздно. Шерман весь день запрашивал по телеграфу о результатах наступления Скофилда, но только в 19:15 тот ответил, что «должен признать, что мне никак не удалось добиться от XIV корпуса решительного продвижения». Он писал, что все попытки вчера и сегодня были провальными и запрашивал разрешения использовать свой собственный корпус.
Шерман был крайне недоволен XIV корпусом и решил, что ему нужен новый командир. Он написал Палмеру, что сейчас самое время принять его отставку. Палмер подвал официальный запрос на следующий же день, Шерман принял его, и в тот же вечер Палмер отбыл на поезде у Чаттанугу. Ричард Джонсон стал временным командиром корпуса, а Шерман попросил Вашингтон присвоить генералу Дэвису звание генерал-майора и сделать его постоянным командиром корпуса.
Со стороны Юга в тот день бой вел корпус Стивена Ли. Генерал Худ усилил его дивизией Бейта и велел ей встать прямо поперек Сэндтаунской дороги. Дивизия была усилена бригадой Джексона, но всё равно насчитывала всего 2500 человек. Теннессийцы Тайлера и кентуккийцы Льюиса занимали крайний левый фланг дивизии. Ночью они усилили свою позицию завалами из деревьев. Ночью же на правый фланг корпусов Скофилда прибыла дивизия Кокса, которая слышала, как южане валят деревья. рано утром 6 августа Скофилд приказал Коксу атаковать и обойти левый фланг противника. Дивизия Кокса пошла в наступление, и сначала продвигалась легко. Около 10:00 Кокс заметил траншеи южан и приказал бригаде Рейли  атаковать их, надеясь, что те успеют подойти достаточно близко под прикрытием леса. Бригада Рейли насчитывала примерно 1500 человек, она прошла через лес, но наткнулась на завалы деревьев и попала под огонь бригад Тайлера и Льюиса. Бригада Рейли дважды атаковала противника, но в итоге отступила, потеряв 306 человек. Дивизия Бейта потеряла 15 или 20 человек.
Тогда Скофилд поручил дивизии Хэскелла найти левый фланг противника. Тот отправил две бригады, которые нашли батарею, прикрывавшую левый фланг Бейта, но уже стемнело, пошёл дождь, и боевые действия прекратились. Понимая, что фланг обойдён, Худ приказал отвести дивизию Бейта немного назад. Шерман велел Скофилду продолжать наступление с утра. 7 августа корпус Скофилда прошёл через брошенные траншеи южан, но через 300 метров обнаружил новую линию траншей. На этот раз корпус остановился и окопался, даже не пытаясь атаковать. К вечеру стало ясно, что позиции противника нельзя ни прорвать с ронта, ни обойти с фланга, и хоть до железной дороги оставалось всего две мили, достичь её не представлялось возможным.

## Последствия
Операция по захвату железной дороги длилась около недели и закончилась ничем. Шерман считал, что виной тому упрямство Палмера и нерешительность XIV корпуса, и большинство историков повторили эту оценку. Но даже если бы Палмер сразу согласился подчиняться Скофилду, и если бы XIV корпус с энтузиазмом шёл в наступление, результат был бы таким же. Южане знали, что Шерман стремится обойти их левый фланг и активно удлиняли его. Когда Худ узнал об атаке бригады Рейли, он сразу перебросил на опасный участок дивизию Клейберна, которая удлинила фланг ещё дальше влево. Если бы корпуса Скофилда начали наступление 3-го, 4-го или 5-го августа, он поступил бы точно так же с тем же самым результатом. Планируя Атой-крикское наступление, Шерман полагал, что Худ не сможет удерживать укрепления Атланты и одновременно отбивать обходы с фланга. Однако, он ошибался.
После сражения Шерман написал Халлеку в Вашингтон, что у противника достаточно сил на всех направлениях и он стоит за сильными укреплениями. Он был вынужден отказаться от планов по обходу флангов и в результате вечером 7 августа у него осталось четыре варианта действий, не считая лобового штурма. Он мог попытаться продлевать свой правый фланг, но он осознал бесполезность этого и отбросил это вариант. Он мог отправить Теннессийскую армию в обход левого фланга, но он отказался и от этого варианта по тем же причинам. Он мог сместить всю армию вправо, как уже поступал несколько раз в ходе кампании, но армия уже была утомлена маршами, а Шерман опасался маневрировать вдали от железных дорог. Ему оставался только четвёртый вариант: начать бомбардировку Атланты, и продолжать её, пока город не станет непригодным для обороны.